# Olivier Schoenfelder
Olivier Schoenfelder (Belfort, Territoire de Belfort, 30 de novembro de 1977) é um ex-patinador artístico francês. Schoenfelder competiu na dança no gelo. Ele conquistou com Isabelle Delobel uma medalha de ouro em campeonatos mundiais, e uma medalha de ouro, uma de prata e uma de bronze em campeonatos europeus, e foram campeões seis vezes do campeonato nacional francês.

## Principais resultados

### Com Isabelle Delobel
| Resultados                                                             | Resultados        | Resultados       | Resultados        | Resultados    | Resultados        | Resultados        | Resultados       | Resultados    | Resultados       | Resultados        | Resultados        | Resultados       | Resultados        | Resultados        | Resultados      | Resultados    |
| Internacional                                                          | Internacional     | Internacional    | Internacional     | Internacional | Internacional     | Internacional     | Internacional    | Internacional | Internacional    | Internacional     | Internacional     | Internacional    | Internacional     | Internacional     | Internacional   | Internacional |
| Evento/Temporada                                                       | 1994– 1995        | 1995– 1996       | 1996– 1997        | 1997– 1998    | 1998– 1999        | 1999– 2000        | 2000– 2001       | 2001– 2002    | 2002– 2003       | 2003– 2004        | 2004– 2005        | 2005– 2006       | 2006– 2007        | 2007– 2008        | 2008– 2009      | 2009– 2010    |
| ---------------------------------------------------------------------- | ----------------- | ---------------- | ----------------- | ------------- | ----------------- | ----------------- | ---------------- | ------------- | ---------------- | ----------------- | ----------------- | ---------------- | ----------------- | ----------------- | --------------- | ------------- |
| Jogos Olímpicos                                                        |                   |                  |                   |               |                   |                   |                  | 4.º           |                  |                   |                   | 16.º             |                   |                   |                 | 6.º           |
| Campeonato Mundial                                                     |                   |                  |                   | 18.º          | 14.º              | 11.º              | 13.º             | 12.º          | 9.º              | 6.º               | 4.º               | 5.º              | 4.º               | Medalha de ouro   |                 |               |
| Campeonato Europeu                                                     |                   |                  |                   | 15.º          | 12.º              | 9.º               | 10.º             |               | 7.º              | 4.º               | Medalha de bronze | 4.º              | Medalha de ouro   | Medalha de prata  |                 |               |
| GP Grand Prix Final                                                    |                   |                  |                   |               |                   |                   |                  |               |                  | 5.º               | 6.º               | 6.º              | 4.º               | Medalha de bronze | Medalha de ouro |               |
| GP Bofrost Cup on Ice                                                  |                   |                  |                   |               |                   |                   | 5.º              |               |                  |                   | Medalha de prata  |                  |                   |                   |                 |               |
| GP Cup of China                                                        |                   |                  |                   |               |                   |                   |                  |               |                  | Medalha de bronze |                   |                  |                   |                   |                 |               |
| GP Cup of Russia                                                       |                   |                  |                   |               |                   |                   |                  |               |                  |                   |                   |                  | Medalha de bronze |                   |                 |               |
| GP NHK Trophy                                                          |                   |                  |                   | 7.º           |                   |                   |                  |               | 4.º              |                   | Medalha de bronze |                  |                   | Medalha de ouro   |                 |               |
| GP Skate America                                                       |                   |                  |                   |               |                   |                   |                  |               |                  | Medalha de bronze |                   | Medalha de prata |                   |                   | Medalha de ouro |               |
| GP Skate Canada International                                          |                   |                  |                   |               | 7.º               | Medalha de bronze |                  | 5.º           |                  |                   | 4.º               |                  |                   |                   |                 |               |
| GP Trophée Éric Bompard                                                |                   |                  | 6.º               | 7.º           | 7.º               | 7.º               | 5.º              | 5.º           | Medalha de prata | Medalha de bronze | Medalha de bronze | Medalha de prata | Medalha de prata  | Medalha de ouro   | Medalha de ouro |               |
| Nebelhorn Trophy                                                       |                   |                  | Medalha de bronze |               |                   |                   |                  |               |                  |                   |                   |                  |                   |                   |                 |               |
| Ondrej Nepela Memorial                                                 |                   |                  |                   |               |                   |                   |                  |               |                  |                   |                   |                  |                   | Medalha de ouro   |                 |               |
| Internacional – Júnior                                                 |                   |                  |                   |               |                   |                   |                  |               |                  |                   |                   |                  |                   |                   |                 |               |
| Campeonato Mundial Júnior                                              | 4.º               | Medalha de prata |                   |               |                   |                   |                  |               |                  |                   |                   |                  |                   |                   |                 |               |
| EYOF                                                                   | Medalha de ouro   |                  |                   |               |                   |                   |                  |               |                  |                   |                   |                  |                   |                   |                 |               |
| Nacional                                                               |                   |                  |                   |               |                   |                   |                  |               |                  |                   |                   |                  |                   |                   |                 |               |
| Campeonato Francês                                                     |                   |                  | 4.º               | 4.º           | Medalha de bronze | Medalha de prata  | Medalha de prata |               | Medalha de ouro  | Medalha de ouro   | Medalha de ouro   | Medalha de ouro  | Medalha de ouro   | Medalha de ouro   |                 |               |
| Campeonato Francês – Júnior                                            | Medalha de bronze | Medalha de ouro  |                   |               |                   |                   |                  |               |                  |                   |                   |                  |                   |                   |                 |               |
|                                                                        |                   |                  |                   |               |                   |                   |                  |               |                  |                   |                   |                  |                   |                   |                 |               |
| Legenda: GP = Grand Prix; Competição não foi disputada nesta temporada |                   |                  |                   |               |                   |                   |                  |               |                  |                   |                   |                  |                   |                   |                 |               |